# Aillutticus
Aillutticus là một chi nhện trong họ Salticidae.